# Braccio di Ferro (Edizioni Bianconi)
Braccio di Ferro è stata una serie a fumetti incentrata sull'omonimo personaggio; pubblicata dal 1963 al 1994 dall'Editoriale Metro (fondata dall'editore Renato Bianconi), conteneva storie inedite realizzate in Italia e caratterizzate da una profonda rivisitazione del personaggio originario, modificandone i contenuti per potersi rivolgere a un pubblico molto giovane. Realizzate appositamente per l'editore Bianconi, tali storie italiane presentavano una propria originalità rinominando alcuni personaggi e introducendone di nuovi o recuperandone altri poco presenti nella versione originaria americana conferendogli qui maggiore risalto. La serie iniziò nel 1963/64 e proseguì con la numerazione ad annate fino al 1974. Dal 1975 al 1994 invece la numerazione fu progressiva e l'ultimo numero che uscì, del gennaio 1994, fu il 593.

## Storia editoriale
La serie venne pubblicata prevalentemente con periodicità mensile tra dicembre 1963 e gennaio 1994; negli ultimi anni venne edita totalmente a colori proponendo personaggi rivisitati nell'abbigliamento (il protagonista in camicia, Pisellino con scarpe e calzoncini, Poldo con occhiali scuri e berretto) e storie con una disposizione delle vignette più libera della cosiddetta gabbia di vignette disposte su tre strisce; inoltre vi sono diversi stili in cui il personaggio viene reso, uno più magro che viene identificato come B.d.F. e l'altro dai lineamenti meno marcati e più arrotondati che spesso è chiamato Popeye e che imita maggiormente il modello originale.
Oltre a questa serie ne vennero realizzate molte altre in parallelo come Popeye o Super Braccio di Ferro che ristampavano le storie della serie originale e caratterizzate anch'esse da una lunga vita editoriale. Fra i vari autori, Alberico Motta è stato lo sceneggiatore principale mentre i disegni sono opera di Sandro Dossi, Tiberio Colantuoni e Pierluigi Sangalli, autore anche delle copertine; autori più sporadici furono Maurizio Amendola (storie e disegni), Sauro Pennacchioli (storie) e, dal 1977 al 1980, Roberto Viesi (storie e disegni). Successivamente alla chiusura della collana venne ideato "Nuovo Braccio di Ferro", un mensile pubblicato dal 1996 al 2000 per 55 numeri che proponeva generalmente una o due storie inedite a colori e ristampe in bianco e nero. Molto diffuse anche la vendita di albi in cui venivano raggruppati più giornalini di annate diverse.
Le avventure erano adatte a un pubblico molto giovane ma non mancavano allusioni alla cronaca e ai costumi contemporanei in genere con punti di vista piuttosto reazionari: ad esempio, in un episodio Braccio di Ferro prende a pugni gli Skassos, musicisti che appaiono ispirati agli Skiantos. Nei primi anni novanta la casa editrice si sforzò di rendere i vari personaggi e le storie più contemporanee e legate con l'attualità (ecologia, computer, cellulari) seguendo la formula già intrapresa da altri fumetti per ragazzi come Topolino. Il nuovo modello degli anni novanta risultò efficace poiché presentava i personaggi in modo nuovo, con un abbigliamento e uno stile più contemporaneo e in contesti eterogenei a vantaggio delle storie e della trama.

### Serie inedita
La serie principale inedita è stata pubblicata dal dicembre 1963 al gennaio 1994 ed è composta da 817 numeri + 6 supplementi.
Serie divisa per annate
La numerazione di ogni albo riparte da capo ogni anno. 
- Anno I - (da dicembre 1963 a dicembre 1964 - 13 numeri)
- Anno II - (da gennaio a dicembre 1965 - 12 numeri)
- Anno III - (da gennaio a dicembre 1966 - 12 numeri)
- Anno IV - (da gennaio a dicembre 1967 - 12 numeri)
- Anno V - (da gennaio a dicembre 1968 - 20 numeri)
- Anno VI - (da gennaio a dicembre 1969 - 26 numeri)
- Anno VII - (da gennaio a dicembre 1970 - 25 numeri + 1 suppl. al n. 25)
- Anno VIII - (da gennaio a dicembre 1971 - 26 numeri + 1 suppl. al n. 25)
- Anno IX - (da gennaio a dicembre 1972 - 26 numeri)
- Anno X - (da gennaio a dicembre 1973 - 26 numeri + 1 suppl. al n. 24)
- Anno XI - (da gennaio a dicembre 1974 - 26 numeri + 1 suppl. al n. 14)

Serie 1975-1994
La numerazione è progressiva dal numero 1 al 533.
- Anno XII/XXX (da gennaio 1975 a gennaio 1994 - 593 numeri + 1 suppl. al n. 14 del 1975 + 1 suppl. al n. 533 del 1989)

### Ristampe
Molteplici le collane e le raccolte uscite nel corso degli anni, che associano con nomi differenti lo stesso prodotto con uscite originali o con raccolte delle migliori storie. Vi sono inoltre alcune collane con la copertina dedicata anche a personaggi di contorno come Timoteo, Poldo, Trinchetto.

#### Super Braccio di Ferro
La Serie I all'inizio esce come supplemento alla serie inedita Braccio di Ferro, prima con cadenza trimestrale, poi bimestrale e infine mensile. In seguito diventa testata propria. Ripropone il contenuto di due numeri per uscita; contiene inizialmente alcune storie inedite. Nella Serie II cambia la grafica della testata.
- Serie I - (da giugno 1964 a dicembre 1972 - 86 numeri)
- Serie I - (da febbraio 1973 a giugno 1994 - 277 numeri)

#### Popeye
Con la Serie II l'albo assume formato più grande e periodicità quattordicinale e dal n. 33 la testata diventa Braccio di Ferro Popeye. Dal numero 7 della Serie III la testata cambia in Popeye Braccio di Ferro per poi ritornare dal numero 41 a Popeye e dal numero 104 Popeye Braccio di Ferro.
- Serie I:
  - Anno I - (da luglio 1970  a dicembre 1972 - 29 numeri)
  - Anno II - (da gennaio 1973  a dicembre 1973 - 17 numeri)
  - Anno III - (da gennaio 1974  a dicembre 1974 - 12 numeri)
  - Anno IV - (da gennaio 1975  a marzo 1976 - 15 numeri)
- Serie II - (da marzo 1976  a giugno 1979 - 84 numeri)
- Serie III - (da dicembre 1981  a dicembre 1990 - 111 numeri)

#### Braccio di Ferro Story
Albo che nasce in formato bonelliano e poi, dal n. 79  diventa tascabile. Dal n. 64 cambia la grafica della testata, dal n. 70 diventa Braccio Story. La grafica cambia ancora dal n. 168, in corrispondenza dell'adozione del colore per tutte le pagine.
- Serie - (dal 1975 al 1994 - 195 numeri)

#### Braccio di Ferro gigante
Albi con 8 vignette per pagina.
- Serie - (da marzo 1977 a novembre 1980 - 42 numeri)

#### Gran Braccio di Ferro
Testata.
- Serie - (da luglio 1979 a marzo 2000 - 196 numeri)

#### Tutto Braccio
È la prosecuzione di Braccio di Ferro gigante.
- Serie - (da giugno 1981 a gennaio 1996 - 144 numeri)

#### Gran Popeye
Testata.
- Serie - (da dicembre 1982 a agosto 1990 - 39 numeri)

#### Okey Braccio
Testata come supplemento a Braccio di Ferro Story.
- Serie - (da giugno 1983 a luglio 1990 - 36 numeri)

#### Braccio di Ferro Festival
Collana contenitore che ristampa, alternando formato bonelliano e tascabile, vari personaggi della casa editrice: Soldino, Pinocchio, Chico, Papys Bill, Poldo , Provolino, Geppo, Timoteo e Braccio di Ferro.
- Serie - (da dicembre 1983 a novembre 1991 - 61 numeri)

#### Braccio mese
Testata.
- Serie - (da aprile 1985 a settembre 1991 - 79 numeri)

#### Braccio più
Testata contenitore che, oltre alla ristampa di Braccio di Ferro, presenta giochi e rubriche di musica, sport e attualità con relativi servizi fotografici.
- Serie - (da agosto 1987 a ottobre 1993 - 20 numeri)

#### Le avventure di Braccio di Ferro
Testata.
- Serie - (da marzo 1988 a aprile 1990 - 12 numeri)

#### Braccio di Ferro serie oro
Testata.
- Serie - (da luglio 1990 a marzo 1995 - 41 numeri)

#### Comics Braccio di Ferro
Testata.
- Serie - (da agosto 1991 a luglio 1997 - 35 numeri)

#### Forza Braccio
Testata interamente a colori.
- Serie - (da luglio 1993 a marzo 1994 - 8 numeri)

#### Nuovo Braccio di Ferro
Testata che presenta episodi di Braccio di Ferro: per un certo periodo la prima e l'ultima storia, a colori, sono inedite.
- Serie - (da giugno 1996 a dicembre 2000 - 55 numeri)

#### Braccio di Ferro Clan
Testata contenitore presenta ristampe di Braccio di Ferro e di altri personaggi della casa editrice come Geppo, L'Ombra e Abelarda.
- Serie - (da aprile a agosto 2000 - 3 numeri)

#### Popeye 3 terzo millennio
Albo privo di data che esce come supplemento a Braccio di Ferro Clan e presenta una rivisitazione futuristica del celebre marinaio da parte di Stefano Bandera (testi) e Matteo Pederzini (disegni), che lo immaginano capitano di un'astronave in un lontano futuro. Accanto a lui i soliti Olivia, Poldo e Brutus con un nuovo look. Dal n. 2 riduce il formato e diventa un flip-book, continuando da un lato a presentare le avventure futuristiche di Bandera e Pederzini, mentre dall'altro pubblica storia di ambientazione più tradizionale scritte ancora da Bandera per i disegni di Silvia Mondini.
- Serie - (dal 2000 al 2002 - 4 numeri)

## Comprimari
- La Strega del mare, qui chiamata "strega Bacheca". In queste storie non è solo una fattucchiera, ma spesso appare con invenzioni ingegnose, da robot di vario tipo, a false minacce planetarie, fino all'animazione di oggetti. Bacheca è anche la madre di Bruto (ribattezzato a sua volta Timoteo) e cerca di avvantaggiarlo contro Braccio di Ferro. Il loro nemico è solitamente quest'ultimo, a volte per motivi banali come la contesa di Olivia, a volte per piani per conquistare il mondo. Spesso le sue imprese sono destinate a fallire per via della stupidità del figlio Timoteo; in questi casi la Strega lo punisce in maniera tra il violento e il farsesco (es. gli salta sopra la schiena, lo prende a pugni, lo bastona e così via). Non gli risparmia qualche bel pugno in faccia quando questi fa dei discorsi stupidi o domande inutili. A differenza del cartone animato, non ha la carnagione verdastra.

- Bruto, ribattezzato "Timoteo", è il barbuto nemico numero uno di Braccio di Ferro, ma spesso questa inimicizia è dovuta alla contesa per Olivia. Bruto non appare molto intelligente anche se fisicamente può esser considerato prestante. In alcune storie è calvo con il cappello da marinaio in testa e in altre ha i capelli lunghi legati con il codino. In molti episodi, questi appare all'inizio come un amico di Braccio di Ferro, ma la suddetta amicizia è destinata a tramutarsi in litigio.

- Olivia Oyl (Olive Oyl), la conosciutissima fidanzata del protagonista. Dolce e carina, ma allo stesso tempo così gelosa che quando perde la pazienza con il suo fidanzato marinaio, arriva persino a picchiarlo o a tirargli dietro tutti gli oggetti della casa che le capitano sottomano. Cede spesso alla corte di Timoteo, anche ingenuamente, specialmente quando questo le fa ricchi doni che il fidanzato ufficiale non può permettersi, senza dimenticare che il barbuto ricorre anche a vie illegali per ottenere il denaro.

- Pisellino, figlio adottivo di Braccio di Ferro, è vestito sempre in fasce (almeno fino al 1990 in cui cambia look e diventa contemporaneo). Ha un'età indefinita tra i 5 ed i 10 anni. In alcuni episodi frequenta la scuola e gioca a pallone con i suoi coetanei, mantenendo spesso il camiciotto da neonato, e compare solo in alcune storie. Curiosamente vive a casa di Olivia e chiama sia lei che Braccio di Ferro per nome, mentre Trinchetto viene da lui chiamato "Nonno Trinchetto" o semplicemente nonno. In molti episodi appare come un capriccioso poppante che spesso cerca di ottenere tutto piangendo, mettendo a dura prova la pazienza di Olivia e Braccio di Ferro. Talvolta però, si dimostra anche intelligente e generoso al punto che è lui stesso a tirare fuori dai guai il padre adottivo con l'aiuto degli spinaci, quando questi non vengono tirati fuori miracolosamente dai suoi vestiti.

- I Mings (Misermites), popolo di nanetti che cercano di conquistare il mondo o semplicemente di delinquere, a volte con basse mire (furto di panettoni a Natale). Essi vivono con il loro re in un'isola. In realtà i Ming non sono proprio dei nuovi personaggi, ma appaiono già in una vecchia storia americana, scritta da Ralph Stein e disegnata da Bela Zaboly.

- Grissino (Georgie the Giant), un gigante colossale che vive in un'isola e di tanto in tanto fa visita agli amici sulla terraferma. Ha una testa minuscola, ma è vestito come una persona normale, con tanto di cappello. Normalmente il personaggio combina pasticci, a causa della sua ingenuità e della sua statura, oppure viene accusato (anche ingiustamente) di vari disastri, che però, in molti casi,  permettono di portare in salvo le persone oppure consentono alla polizia di catturare malviventi. Il gigante, dunque, con la taglia in denaro che gli spetta, riesce a pagare i danni da lui arrecati o a raggiungere i suoi scopi. La maggior parte delle sue  storie sono incentrate esclusivamente sulle sue vicissitudini, mentre in altre interagisce con Braccio di Ferro, Olivia ed altri personaggi secondari.

- Poldo l'amico più caro di Braccio di Ferro. È rappresentato come un insaziabile, ma dignitoso individuo che, al posto di lavorare onestamente, passa le proprie giornate ad escogitare elaboratissimi piani per scroccare pasti (specialmente panini imbottiti) al prossimo. Le sue vittime preferite sono l'oste Bettolacci e il signor Barbaspina, il proprietario di un chiosco, oltre che Olivia e Braccio di Ferro. Quest'ultimi sono esasperati dal suo atteggiamento e dai suoi reiterati tentativi spesso anche immorali di scroccare, tuttavia egli riesce spesso a farsi addirittura invitare a pranzo, avvalendosi della sua furbizia, della sua ostinazione e della sua nobile compostezza.

- Trinchetto: vi sono storie incentrate anche su Trinchetto (ovvero Babbo di Bordo delle storie originali, il genitore di Braccio di Ferro), presentato come un alcolizzato cronico (specialmente di Barbera), con molti conti in sospeso anche con gli osti, i vinai e i cantinieri del circondario. Per ottenere il Barbera segue le stesse strategie che ha Poldo nello scroccare e rubacchiare i cibi. Ricorrenti sono le scene in cui viene preso a scopate in testa da Olivia quando lei lo scopre. Pur essendo normalmente svogliato, egli si differenzia dall'amico Poldo, poiché è capace di dimostrarsi anche attivo e laborioso, nonostante gli acciacchi dovuti alla vetusta età.

- Celesta (Granny) introdotta nel 1979 compare di tanto in tanto la forzutissima Celesta, nonna di Braccio di Ferro e madre di Trinchetto; arzilla e pimpante si trova spesso a dover combattere con il figlio novantanovenne per tenerlo lontano dal Barbera e per spronarlo a non impigrirsi. La sua fisionomia è identica a quella di Trinchetto e Braccio di Ferro, compresi gli avambracci muscolosi, l'occhio guercio e addirittura la caratteristica pipa. Talvolta chiamata Nonna Betty.

- Gip (Jeep) anche se molto di rado, possiamo trovare il cane di Braccio di Ferro, Gip, che in realtà è un simpatico alieno con la capacità di predire il futuro ed altri magici poteri che aiutano il protagonista ad affrontare le sue imprese. In origine, quando qualcuno gli poneva delle domande, questi si limitava a fare segno di sì alzando la coda verso l'alto, ma grazie alle idee di Pisellino, l'alieno riesce a farsi capire anche in altri modi, per esempio scrivendo frasi al computer.

- La Piovra: è un'organizzazione criminale, il cui agente numero 1 è la russa Eva, avvenente donzella, sempre in grado di sfuggire a Braccio di Ferro, caso più unico che raro, tra i nemici del marinaio.